# サウスカロライナ州連合改革党
サウスカロライナ州連合改革党（さうすかろらいなしゅうれんごうかいかくとう、Union Reform Party of South Carolina）は、1870年代のサウスカロライナ州に存在した政党。1870年にロバート・キングストン・スコットの州知事再選に反対するために結成された。

## 歴史
1870年代初頭、サウスカロライナ州の有権者の大半は、民主党を忌避する解放奴隷であった。しかしながら対立政党である共和党もまた、急進派の台頭により州政府の腐敗が危惧されていた。そのような事情の中でサウスカロライナ州の白人は、現行の共和党の政策に反対するための新たな政党設立を呼びかけた。そして1870年6月15日、サウスカロライナ州コロンビアにおいて連合改革党が結成された。
連合改革党は1870年の州知事選挙に向けて、リチャード・カーペンターを州知事候補に、マシュー・バトラーを州副知事候補に擁立した。連合改革党は当初、副知事に黒人男性を推薦する計画であった。連合改革党は2人の黒人男性に対して州副知事への立候補を打診したが、いずれも辞退された。連合改革党は、黒人の票を集めるため、同年の州議会選挙において、すべての選挙区に黒人の候補者を送り出した。
1870年の州知事選挙は10月10日に実施された。結果は共和党の現職候補スコットが8万5071票を獲得し、勝利した。連合改革党のカーペンターは5万1537票を獲得し、善戦した。共和党はまた州議会選挙でも勝利し、議会の多数派を占めた。選挙後、連合改革党は民主党と独立共和党に分裂し、消滅した。